# Eagle (Idaho)
Eagle è una città degli Stati Uniti d'America, situata nello Stato dell'Idaho e in particolare nella Contea di Ada.